# ناف كرب
ناف كرب  قرية سوريّة تتبع إداريّاً لمحافظة حلب منطقة عين العرب ناحية مركز عين العرب، بلغ تعداد سكانها 189 نسمة حسب التعداد السكاني لعام 2004.